# 雲がちぎれる時 (映画)
『雲がちぎれる時』（くもがちぎれるとき）は、1961年（昭和36年）の日本映画。松竹製作・配給。監督は五所平之助、主演は佐田啓二。

## 概要
田宮虎彦の小説「赤い椿の花」を原作とし、運命に翻弄された男女を描いた文芸映画。「赤い椿の花」は、1957年（昭和32年）に高知県西南部の伊豆田峠で発生したバス転落事故をモチーフとして書かれた小説である。
「松竹作品データベース」によれば、倍賞千恵子は本作で庶民的で素直な演技を見せ、スターの仲間入りをしたと評している。

## あらすじ
四国の南端近く、中村と土佐清水を結ぶバスの運転手・三崎は、車掌の加江子と近く結婚する予定である。そんなある日、三崎のバスに客として乗り込んできた市枝は、三崎と因縁のある女性であった。
三崎は少年時代に孤児となり、裕福であった市枝の家に引き取られた。しかし戦争は市枝の家に不幸をもたらし、市枝は東京に出、三崎は地元の工場で働くこととなり、二人は別れた。戦争が終わると三崎はトラックの運転手となり、市枝を探し続けた。そのころ、市枝は東京で看護婦となり、日系二世の米軍人・キムラと知り合ってユリという子供を儲けた。しかし夫は朝鮮戦争で戦死、ユリも重い病気にかかり、市枝は亡夫の友人・野本から肉体を代償に支援を受ける状況に陥った。そんな時にタクシーの運転手となっていた三崎と再会。三崎は市枝に献身的な好意を寄せるが、暗い過去を持つ市枝はそれを重荷に思い、離れて行ってしまう。そして3年、三崎は故郷の佐土浜に戻ってバスの運転手となっていた。市枝はユリの遺骨を埋葬するために帰郷し、墓が出来上がるまでの間しばらく滞在することになったのであった。
三崎は婚約者の加江子があるにもかかわらず、市枝に過去を忘れて一緒になろうと言う。しかし市枝はこれを聞き入れなかった。三崎は荒れて酒量も増え、加江子や先輩の窪津の声にも耳を傾けない。そこへ野本が現れ、三崎に市枝の過去を暴露する。市枝は昔の姿で一目会いたかったと告白し、加江子と幸せになってくれと告げて、佐土浜から去って行った。
三崎のバスが通らなければならない難所・菅多峠に建設されていたトンネルが開通することとなり、悪路の悩みも解消されることとなった。三崎は加江子に謝って新生活への決意を語る。難路を越える最後のバスを運転する三崎、そして車掌として乗務する加江子。しかしバスは急に現れたオートバイを避けようとして横転し、崖下へ転落する。三崎に抱きかかえられた加江子は奇跡的に助かったが、三崎は命を落とす。

## キャスト
- 三崎：佐田啓二
- 市枝：有馬稲子
- ジェームス・キムラ：仲代達矢
- 加江子：倍賞千恵子
- 野本：渡辺文雄[1]
- 弥生：日高澄子[1]
- 石材屋：中村是好[1]
- 窪津：伊藤雄之助[1]

## スタッフ
- 監督：五所平之助
- 製作：月森仙之助・五所平之助[注釈 1]
- 原作：田宮虎彦『赤い椿の花』
- 脚本：新藤兼人
- 音楽：池野成[4][3]
- 撮影：竹野治夫[2]
- 美術：平川透徹[1]
- 録音：福安賢洋[1]
- 照明：平田光治[1]
- 編集：長田信[1]

音楽について、松竹データベースやキネマ旬報データベース、DVDパッケージでは芥川也寸志の名を挙げるが、映画内クレジットでは池野成の名が掲げられている。最終的な台本では池野と記され、JASRACのデータベースにおいても本作の音楽の権利者は池野とされていることからも、本作の音楽を担当したのは池野成が正しい。芥川との錯誤が発生した理由として、本作のプレスリリースでは芥川が音楽として発表されていたことが背景として考えられる。実際には音楽は池野に交替したにもかかわらず、DVD等のソフト化の際に当初のプレスリリースを踏襲し、担当者の変更を反映しなかったことが推測される。同様に『恐山の女』（松竹、1965年。五所平之助監督）でも、音楽を芥川とするデータベース類があるが、実際に担当したのは池野である。